# Kottivakkam
Kottivakkam é uma vila no distrito de Kancheepuram, no estado indiano de Tamil Nadu.

## Demografia
Segundo o censo de 2001,  Kottivakkam  tinha uma população de 13,914 habitantes. Os indivíduos do sexo masculino constituem 52% da população e os do sexo feminino 48%. Kottivakkam tem uma taxa de literacia de 71%, superior à média nacional de 59.5%: a literacia no sexo masculino é de 78% e no sexo feminino é de 64%. Em Kottivakkam, 10% da população está abaixo dos 6 anos de idade.